# Cindy Blackman
Cindy Blackman (Yellow Springs, 18 novembre 1959) è una batterista statunitense.
Blackman è principalmente nota per aver registrato e girato in tour con il rocker Lenny Kravitz. Ha registrato numerosi album jazz, ed ha collaborato con importanti artisti della scena jazz e rock internazionale.
Nel 2010 è in tour col fidanzato Carlos Santana che, pubblicamente, durante un concerto a Chicago le chiede di diventare sua moglie. Si sono sposati a Maui, Hawaii, il 19 dicembre 2010.

## Discografia
- 1992 - Code Red (con Steve Coleman, Wallace Roney, Kenny Barron, Lonnie Plaxico)
- 1992 - Arcane (con Wallace Roney, Joe Henderson, Kenny Garrett, Larry Willis, Buster Williams, Clarence Seay)
- 1994 - Telepathy (con Antoine Roney, Jacky Terrasson, Clarence Seay)
- 1996 - The Oracle (con Gary Bartz, Kenny Barron, Ron Carter)
- 1998 - In The Now (con Ravi Coltrane, Jacky Terrasson, Ron Carter)
- 1999 - Works On Canvas (con J.D. Allen, Carlton Holmes, George Mitchell)
- 2000 - A Lil' Somethin' Somethin' (con Kenny Barron, Gary Bartz, Ron Carter, Kenny Garrett, Lonnie Plaxico, Wallace Roney, Clarence Seay, Jacky Terrasson, Buster Williams)
- Someday (con J.D. Allen, Carlton Holmes, George Mitchell)
- 2005 - Music for the new Millennium (con J.D. Allen, Carlton Holmes, George Mitchell)